# Хемсбах
Хемсбах (њем. Hemsbach) град је у њемачкој савезној држави Баден-Виртемберг. Једно је од 54 општинска средишта округа Рајн-Некар. Према процјени из 2010. у граду је живјело 12.205 становника. Посједује регионалну шифру (AGS) 8226031.

## Географски и демографски подаци
Хемсбах се налази у савезној држави Баден-Виртемберг у округу Рајн-Некар. Град се налази на надморској висини од 107 метара. Површина општине износи 12,9 km². У самом граду је, према процјени из 2010. године, живјело 12.205 становника. Просјечна густина становништва износи 949 становника/km².

## Међународна сарадња
| Мјесто      | Држава               | Врста сарадње | Од    |
| ----------- | -------------------- | ------------- | ----- |
| Верам       | Уједињено Краљевство | партнерство   | 1986. |
| Бре сир Сен | Француска            | партнерство   | 1972. |
| Извор       |                      |               |       |